# 弗朗科·布里恩扎
弗朗科·布里恩扎（義大利語：Franco Brienza；1979年3月19日—）是一位意大利足球運動員。在場上的位置是前鋒。他現在效力於意大利足球乙級聯賽球隊切塞納足球俱樂部。